# ایستگاه متروی توتینگ برادوی
ایستگاه متروی توتینگ برادوی (انگلیسی: Tooting Broadway tube station) یکی از ایستگاه‌های خط شمالی متروی لندن است.
این ایستگاه که در منطقه واندزوورث لندن قرار دارد در سال ۱۹۲۶ میلادی تاسیس شده است.